# Saxifraga jacquemontiana
Saxifraga jacquemontiana är en stenbräckeväxtart som beskrevs av Joseph Decaisne. Saxifraga jacquemontiana ingår i Bräckesläktet som ingår i familjen stenbräckeväxter. Inga underarter finns listade i Catalogue of Life.